# 街の温度
『街の温度』（まちのおんど）は、中京テレビで放送されている深夜番組。
東海三県（愛知、岐阜、三重）の知られざる名所、グルメ、文化などを4K映像とBGMで紹介するテレビ番組。特に、各地域の温もりや魅力を伝えることを目指している。
放送時間は深夜帯が多く、ほぼ毎日放送されている。

## 番組の特徴
- 東海3県各地の魅力を紹介 - 各市町村の知られざる名所やグルメ、文化などを紹介している。
- 美しい映像と音楽 - 音楽とともに、街の美しい風景や街並みを映し出す。
- 地域の温もりを伝え - 街の魅力を伝え、地域のぬくもりを伝える。
- ナレーションやモデルの不在 - 映像と音楽だけで構成されることで、視聴者の想像力を掻き立て、番組の世界観を深める。
- 深夜放送 - 比較的深夜に放送されるため、多くの人が知らないかもしれない。

### 放送時間
- ほぼ毎日深夜に放送されている。
- 具体的な放送時間は、中京テレビのウェブサイトの番組表や、各地域の電子番組ガイドの放送局の確認できる。